# Antonio Francisco Hermida
Antonio Francisco Hermida. (Buenos Aires, 10 de octubre de 1888 - Resistencia, provincia del Chaco; 31 de julio de 1956) fue un educador argentino.
Tras recibirse de maestro normal, a los 18 años, fue destinado como instructor de primeras letras  en regimientos militares del noreste argentino, donde enseñó a leer y escribir a soldados analfabetos, quienes ingresaban a esas instituciones a los 20 años en cumplimiento de lo que entonces se denominaba el Servicio Militar Obligatorio o conscripción. 
Además fue maestro en diversas escuelas primarias de la provincia de Misiones y de los primeros educadores argentinos asignados a enseñar a internos analfabetos de cárceles correccionales de esa zona. Su carrera de educador lo llevó a ocupar la dirección de la Inspección General de Escuelas en el entonces Territorio Nacional del Chaco y posteriormente la subsecretaría del Ministerio de Educación de Corrientes, entre 1949 y 1952, durante la intervención del general Juan Filomeno Velazco a esa provincia.
También se destacó como pensador y orador ilustrado, vehemente en la alocución y sereno en el desempeño de sus diversas funciones.
- Datos: Q5698345